# PvuII
PvuII är ett restriktionsenzym som finns i Proteus vulgaris. Dess funktion är att klyva DNA-strängar vid sekvensen CAGCTG. Den klyver rakt av vilket kallas blunt end, tvärt emot klistriga ändar.
Igenkänningssekvens:

 5' CAGCTG 

 3' GTCGAC 
Efter klyvning:

 5' ---CAG   CTG--- 3' 

 3' ---GTC   GAC--- 5' 